# سامعه عزیزی سادات
سامعه عزیزی سادات (زاده ۱۳۴۹ پروان) سیاستمدار افغانستان و نماینده مردم پروان در دوره‌های پانزدهم و شانزدهم مجلس نمایندگان است.

## زندگی‌نامه
سامعه عزیزی سادات زاده ۱۳۴۹ یا ۱۳۵۶ از ولایت پروان است. ایشان تحصیلات ابتدایی خود را در لیسه/دبیرستان حریه جلالی در سال ۱۳۶۵ به پایان رسانیده‌است. وی مدرک لیسانس خود را از دانشگاه کابل و سند ماستری/فوق لیسانس خود را در رشته اقتصاد از دانشگاه تاجیکستان کسب کرده‌است. پس از اتمام تحصیلات به عنوان مدرس مشغول به فعالیت بوده‌است.

## دیگر فعالیت‌ها
دیگر فعالیت‌های ایشان:
- استاد مکتب و دانشگاه.
- عضو کمیسیون تصویب قانون اساسی.
- نماینده مردم پروان در دوره پانزدهم مجلس نمایندگان.